# See You on the Other Side (Korn)
See You on the Other Side è il settimo album in studio del gruppo musicale statunitense Korn, pubblicato il 6 dicembre 2005 dalla EMI e dalla Virgin Records.

## Descrizione
See You on the Other Side è il primo album inciso dai Korn per la EMI/Virgin e dopo la separazione del secondo chitarrista, Brian Welch, nonché l'ultimo con lo storico batterista David Silveria, che abbandonò il gruppo nel 2006. Come il precedente Take a Look in the Mirror del 2003, è stato anch'esso prodotto dal cantante Jonathan Davis.
Rispetto agli album precedenti, presenta influenze industrial metal molto più forti, che lo avvicinano a sonorità tipiche di gruppi come Ministry, Nine Inch Nails e Marilyn Manson.
Esistono due versioni di questo disco, una standard composta da 14 tracce e confezione normale, e una deluxe, prodotta in tiratura limitata e caratterizzata da una copertina particolare e dalla presenza di un disco bonus contenente 5 brani e 2 video live. Dall'album sono stati estratti tre singoli: Twisted Transistor, Coming Undone e Politics. Il primo è accompagnato da un videoclip a sfondo autoparodico, che ha come protagonisti quattro noti artisti hip hop/R&B statunitensi nei ruoli dei quattro componenti del gruppo (Lil Jon, Snoop Dogg, Xzibit e David Banner).

## Tracce
1. Twisted Transistor – 4:12
2. Politics – 3:16
3. Hypocrites – 3:49
4. Souvenir – 3:49
5. 10 or a 2-Way – 4:41
6. Throw Me Away – 4:41
7. Love Song – 4:18
8. Open Up – 6:19
9. Coming Undone – 3:19
10. Getting Off – 3:25
11. Liar – 4:14
12. For No One – 3:37
13. Seen It All – 6:19
14. Tearjerker – 5:05

CD bonus nell'edizione deluxe
- Audio

1. It's Me Again – 3:35
2. Eaten Up Inside – 3:18
3. Last Legal Drug (Le petit mort) – 5:15
4. Twisted Transistor (Dante Ross Mix) – 3:29
5. Twisted Transistor (Dummies Club Mix) – 7:53

- Video

1. Twisted Transistor (Live in Moscow)
2. Hypocrites (Live in Moscow)

## Formazione
- Jonathan Davis – voce
- David Silveria – batteria
- Munky – chitarra
- Fieldy – basso

## Classifiche
| Classifica (2005)          | Posizione massima |
| -------------------------- | ----------------- |
| Australia                  | 19                |
| Austria                    | 7                 |
| Belgio (Fiandre)           | 49                |
| Belgio (Vallonia)          | 61                |
| Finlandia                  | 18                |
| Francia                    | 24                |
| Germania                   | 12                |
| Italia                     | 23                |
| Norvegia                   | 37                |
| Nuova Zelanda              | 8                 |
| Paesi Bassi                | 37                |
| Regno Unito                | 71                |
| Regno Unito (rock & metal) | 5                 |
| Spagna                     | 82                |
| Stati Uniti                | 3                 |
| Stati Uniti (rock)         | 4                 |
| Stati Uniti (tastemaker)   | 2                 |
| Svezia                     | 35                |
| Svizzera                   | 11                |